# Trina Gulliver
Trina Gulliver (ur. 30 listopada 1969 w Royal Leamington Spa) – angielska darterka, grająca zawodowo od 1996 roku, dziesięciokrotna mistrzyni świata federacji BDO. Jej pseudonim to The Golden Girl. Jej sponsorem od ponad 10 lat jest firma Winmau. W 2003 roku została nazwana przez telewizję BBC BBC Midlands Sports Personality of the Year.

## Życiorys
Urodziła się w Warneford Hospital w Leamington Spa, zaś dzieciństwo i okres dorastania przeżyła w miasteczku Southam w Warwickshire, gdzie żyła ze swoim bratankiem Lukiem, studentem ekonomii.
Była żoną Paula Gullivera, z którym rozwiodła się w 2005 roku. Obecnie mieszka w Oxfordshire wraz ze swoją przyjaciółką, Clare Bywaters.
W 2008 roku wydała swoją autobiografię pt. Golden Girl: The Autobiography of the Greatest Ever Ladies Darts Player, w której opisuje swoją życie i sportową rywalizację z Crissy Manley, której mężem jest darter federacji PDC, Peter Manley.

## Mistrzostwa świata

### Zwycięstwa
| Rok  | Przeciwniczka      | Wynik |
| ---- | ------------------ | ----- |
| 2001 | Mandy Solomons     | 2-1   |
| 2002 | Francis Hoenselaar | 2-1   |
| 2003 | Anne Kirk          | 2-0   |
| 2004 | Francis Hoenselaar | 2-0   |
| 2005 | Francis Hoenselaar | 2-0   |
| 2006 | Francis Hoenselaar | 2-0   |
| 2007 | Francis Hoenselaar | 2-1   |
| 2010 | Rhian Edwards      | 2-0   |
| 2011 | Rhian Edwards      | 2-0   |
| 2016 | Deta Hedman        | 3-2   |

### 2. miejsca
| Rok  | Przeciwniczka          | Wynik |
| ---- | ---------------------- | ----- |
| 2008 | Anastasia Dobromyslova | 2-0   |
| 2009 | Francis Hoenselaar     | 2-1   |